# Cirrhilabrus finifenmaa
Cirrhilabrus finifenmaa és una espècie de peixos perciformes de la família dels Làbrids, que es troba a una profunditat de 40 a 70 metres als ecosistemes dels esculls de corall de les regions de Maldives i Sri Lanka.
Es distingeix en funció de les característiques anatòmiques, fenotípiques i genètiques. Anteriorment s'havia considerat erròniament com la forma madura de l'espècie Cirrhilabrus rubrisquamis.
El nom fa referència als tons rosats, ja que finifenmaa vol dir color rosa en l'idioma divehi. En anglès l'anomenen "làbrid fada amb vel de rosa".